# Esquadrão N.º 30 da RAAF

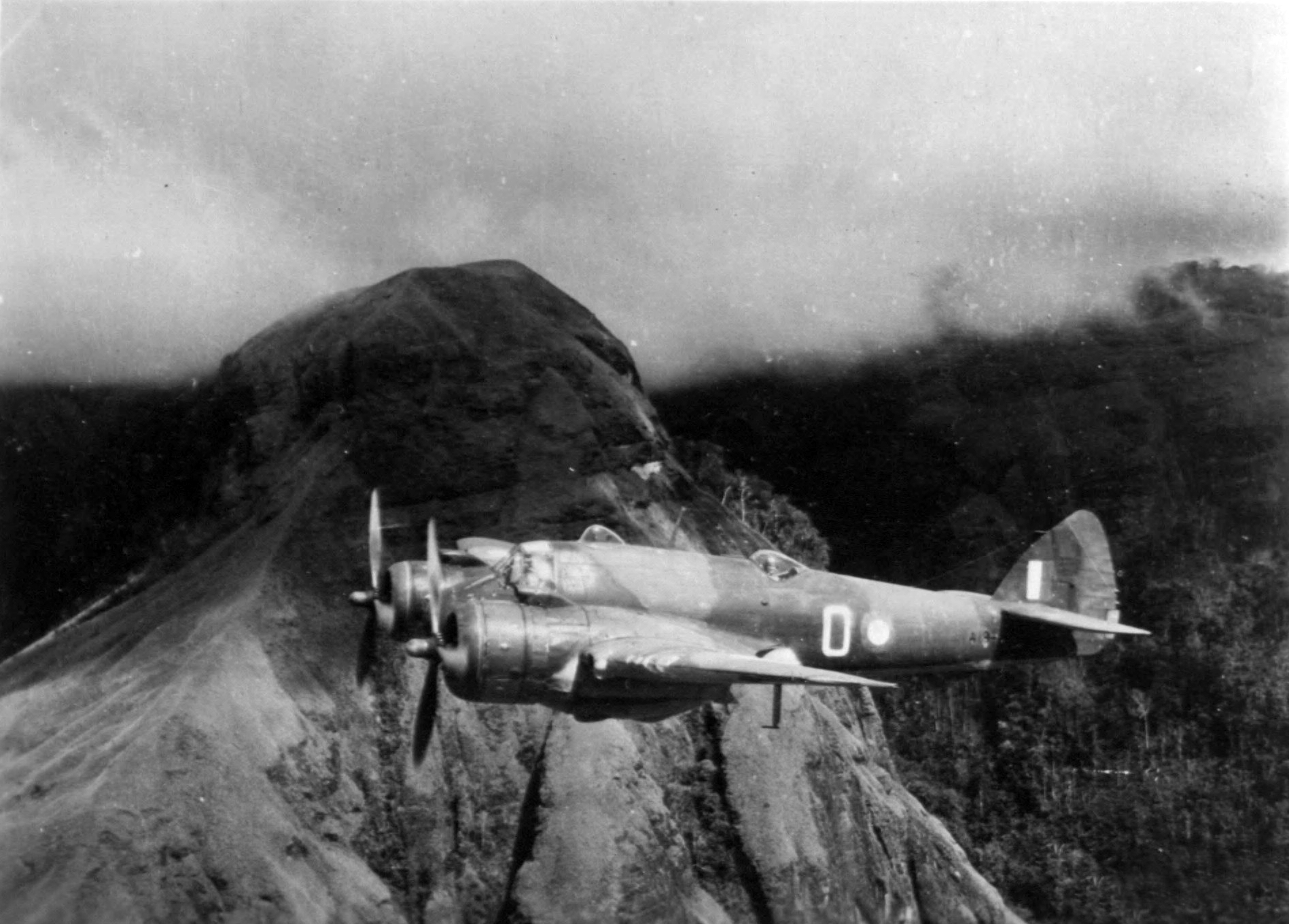
Um Beaufighter do Esquadrão N.° 30 voando pela cordilheira de Owen Stanley em 1942

O Esquadrão N.º 30 é um esquadrão da Real Força Aérea Australiana (RAAF). Formado em 1942, prestou serviço durante a Segunda Guerra Mundial, combatendo no teatro do Sudoeste do Pacífico. Dissolvido depois da guerra, voltou a ser formado como uma unidade da Citizen Air Force. Desde 2010 que tem serviço da força aérea como um esquadrão de apoio à base de East Sale.